# Duncan Kenworthy
Duncan H. Kenworthy, OBE (n. 1949), este un producător britanic de filme și co-fondator al companiei de producție DNA Films. Momentan este producător la Toledo Productions.
Producțiile sale creditate pentru cinematografie sunt Four Weddings and a Funeral (1994), Lawn Dogs (1995), Notting Hill (1999) și Love Actually (2003). Pentru televiziune a produs seria cu păpuși The Storyteller creată de Jim Henson sau versiunea din 1996 a filmului Gulliver's Travels (1996). Împreună cu Jim Henson a creat serialul de televiziune cu păpuși Fraggle Rock.
Este vicepreședinte al premiilor BAFTA.